# Majello
L'azienda Majello è stata una fabbrica di porcellana di Capodimonte. Fu fondata nel 1867 da Alfonso Majello, diretta per anni dallo scultore Lucio Majello e dai figli.
La produzione utilizza le stesse tecniche usate nella metà del '700 dalla Real Fabbrica di Capodimonte, istituita da Carlo di Borbone.
Alcuni generi trattati dall'azienda sono:
- Le composizioni di fiori, forgiate in modo così sottile da rendere petali, foglie e pistilli simili a quelli presenti in natura, e decorate a pennello utilizzando delle miscele di colore personalizzate e creando tonalità e sfumature per rendere ogni oggetto unico e riconoscibile.
- La porcellana "spaghetto", oggetti vari creati intrecciando a mano sottili spaghetti di porcellana.
- Le statue, che raffigurano figure tipiche napoletane o della mitologia classica.
- Il Capodimonte Design, rivisitazioni liberamente ispirate di opere in Capodimonte del 1700, come il ReginAmalia, il lampadario ispirato a quello dello scultore Giuseppe Gricci contenuto nel Museo di Capodimonte nel celebre Salottino di Porcellana, boudoir della Regina Maria Amalia di Sassonia.